# Kazimierz Przybyś
Kazimierz Przybyś (Radom, 11 de julho de 1960) é um ex-futebolista polonês. 
Ele competiu na Copa do Mundo FIFA de 1986, sediada no México, na qual a seleção de seu país terminou na 14º colocação dentre os 24 participantes.